# Грааль Арельский
Граа́ль Аре́льский (наст. имя и фамилия Стефан Стефанович Петров, 1888—1937) — русский поэт и писатель.

## Биография
Родился в 1888 (по другим сведениям — 1889) году в семье крестьянина. Учился в петербургском реальном училище А. Копылова, гимназии К. Мая. В 1909 году, по окончании гимназии, поступил на астрономический факультет Петербургского университета. В 1914 году был исключён из университета за неуплату. Работал в обсерватории Народного дома.
В студенческие годы участвовал в революционном движении, был членом партии эсеров.
16 декабря 1935 года был арестован. Спецколлегией Ленинградского областного суда 1 апреля 1936 года приговорён к 10 годам исправительно-трудовых лагерей по статье 58-10 УК РСФСР (антисоветская пропаганда и агитация). Наказание отбывал в Ухтпечлаге. Умер 5 апреля 1937 года в посёлке Чибью Коми АССР. Реабилитирован Верховным судом РСФСР 23 декабря 1964 года.

## Творчество
Начал печататься в 1910 году. Вскоре познакомился с Игорем Северянином и К. Олимповым, вместе с которыми принимал участие в вечерах эгофутуристов.
В 1911 году в Петербурге вышла книга его стихов «Голубой ажур», отмеченная А. Блоком. Блок назвал псевдоним автора верхом кощунства и мистического анархизма. Саму же книгу Блок одобрил, написав:

Книжка Ваша (за исключением частностей, особенно псевдонима и заглавия) многим мне близка. Вас мучат также звёздные миры, на которые Вы смотрите, и особенно хорошо говорите Вы о звёздах…

Н. Гумилёв в критическом отзыве, отметив в поэзии Грааля Арельского влияние И. Эренбурга, И. Северянина и «современных поэтов-экзотиков» и упрекнув автора в отсутствии «своего слова, которое необходимо сказать ценой чего бы то ни было и которое одно делает поэта», отметил, однако, «горячность молодости, версификационные способности, вкус и знание современной поэзии».
В конце 1911 года Грааль Арельский познакомился с И. Игнатьевым, а в январе 1912 года вошёл в «Академию эгопоэзии» и стал членом её ректориата, одновременно вступив и в «Цех поэтов». Весной 1912 года по настоянию синдиков «Цеха» покинул «Академию» вместе с Г. Ивановым, опубликовав в «Гиперборее» и «Аполлоне» письмо-отречение.
Вторая книга стихов Грааля Арельского «Летейский брег» вышла в 1913 году и ознаменовала переход автора от акмеизма, культивируемого в «Цехе поэтов», к пропагандируемому им «сциентизму». В ней были представлены образцы «научной поэзии» — стихи о космосе и планетах, о Джордано Бруно. Последнему впоследствии Грааль Арельский посвятил свой роман «Враг Птоломея» (1928).
Стихи Грааля Арельского публиковались во многих журналах, альманахах и газетах («Гиперборей», «Лукоморье», «Нива», «Новый журнал для всех», «Петербургский глашатай», «Нижегородец» и др.).
После 1917 года он опубликовал поэму «Ветер с моря» (П., 1923), пьесу в стихах «Нимфа Ата» (П., 1923), писал детские стихи. Кроме того, писал прозу, в том числе фантастическую и научно-популярную. Опубликовал книги «Повести о Марсе» (Л., 1925), «Гражданин Вселенной» (Л., 1925), «Солнце и время. Популярная астрономия для крестьянской молодёжи» (М.-Л., 1926).
Фантастический сборник «Повести о Марсе» состоит из трёх частей («Обсерватория профессора Дагина», «Два мира», «К новому солнцу»), связанных друг с другом только местом действия — Марсом. По мнению исследователя фантастики А. Первушина эта книга является предтечей «Марсианских хроник» Рэя Брэдбери. Грааль Арельский иллюстрирует тезис о прямой связи между развитием общественного строя и научно-техническим прогрессом, однако понимает его своеобразно: он описывает не борьбу классов, а борьбу моноэтнических цивилизаций: высокоразвитой и первобытной.

## Адреса в Петербурге/Ленинграде
- ул. Ленина, д. 20/66, кв. 20 (на момент ареста).

## Публикации

### Книги
- Голубой ажур: Стихи. — Спб., [тип. И. Флейтмана], 1911.
- Летейский брег. Стихи. — Изд. «Цех поэтов». СПб. 1913. 300 экз.
- Повести о Марсе. — Л.: Госиздат, 1925. 94 с.
- Гражданин Вселенной — Л., 1925.
- Солнце и время. Популярная астрономия для крестьянской молодёжи. — М.-Л., 1926.
- Враг Птоломея. — 1928.

### Другие произведения
- Ветер с моря //П., 1923.
- Нимфа Ата //П., 1923.
- Подарок селенитов //Мир приключений, 1926. № 5.
- Человек, побывавший на Марсе //Мир приключений, 1927. № 7.